# Östergötlands runinskrifter 135
Runsten Ög 135 står i Gärdslösa, Mjölby kommun. 

## Historik
Stenen restes upp 28 september 1894 bredvid Östergötlands runinskrifter 134. Erik Brate besökte stenen 1904.
Stenen i granit är 1,68 meter hög och 1,74 meter bred. Runinskriftens bred är 9–10 centimeter.

## Translitterering
:SkaukR : auk : asur : reisþu : stein : þisa : eftiR : kak : faþur : sin :

## Översättning
Skaung och Assur reste denna sten efter Kag, sin fader.